# Liste der deutschen Walfänger
| Mutterschiff | Fangboot   | BRT | Länge (m) | Breite (m) | PSi  | Kn   | Besatzung | Baujahr | Bauwerft                    |
| ------------ | ---------- | --- | --------- | ---------- | ---- | ---- | --------- | ------- | --------------------------- |
| Jan Wellem   | Treff I    | 331 | 38,90     | 8,00       | 1260 | 12   | 15        | 1936    | H.C. Stülcken Sohn, Hamburg |
|              | Treff II   | 331 | 38,90     | 8,00       | 1260 | 12   | 15        | 1936    | H.C. Stülcken Sohn, Hamburg |
|              | Treff III  | 331 | 38,90     | 8,00       | 1260 | 12   | 15        | 1936    | H.C. Stülcken Sohn, Hamburg |
|              | Treff IV   | 330 | 38,90     | 8,00       | 1450 | 13   | 15        | 1936    | Seebeck, Wesermünde         |
|              | Treff V    | 330 | 38,90     | 8,00       | 1450 | 13   | 15        | 1936    | Seebeck, Wesermünde         |
|              | Treff VI   | 331 | 38,90     | 8,00       | 1260 | 12   | 15        | 1936    | H.C. Stülcken Sohn, Hamburg |
|              | Treff VII  | 356 | 40,70     | 8,00       | 1700 | 14,5 | 15        | 1937    | H.C. Stülcken Sohn, Hamburg |
|              | Treff VIII | 356 | 40,70     | 8,00       | 1700 | 14,5 | 15        | 1937    | H.C. Stülcken Sohn, Hamburg |

| Mutterschiff | Fangboot  | BRT | Länge (m) | Breite (m) | PSi  | Kn | Besatzung | Baujahr | Bauwerft                |
| ------------ | --------- | --- | --------- | ---------- | ---- | -- | --------- | ------- | ----------------------- |
| Unitas       | Unitas 1  | 591 | 48,90     | 9,50       | 3000 | 16 | 20        | 1937    | Bremer Vulkan, Vegesack |
|              | Unitas 2  | 341 | 41,10     | 7,90       | 1700 | 14 | 15        | 1937    | Bremer Vulkan, Vegesack |
|              | Unitas 3  | 341 | 41,10     | 7,90       | 1700 | 14 | 15        | 1937    | Bremer Vulkan, Vegesack |
|              | Unitas 4  | 341 | 41,10     | 7,90       | 1700 | 14 | 15        | 1937    | Bremer Vulkan, Vegesack |
|              | Unitas 5  | 341 | 41,10     | 7,90       | 1700 | 14 | 15        | 1937    | Bremer Vulkan, Vegesack |
|              | Unitas 6  | 341 | 41,10     | 7,90       | 1700 | 14 | 15        | 1937    | Bremer Vulkan, Vegesack |
|              | Unitas 7  | 341 | 41,10     | 7,90       | 1700 | 14 | 15        | 1937    | Bremer Vulkan, Vegesack |
|              | Unitas 8  | 341 | 41,10     | 7,90       | 1700 | 14 | 15        | 1937    | Bremer Vulkan, Vegesack |
|              | Unitas 9  | 244 | 35,10     | 7,00       | 800  | 11 | 15        | 1927    | Nylands Vaerksted, Oslo |
|              | Unitas 10 | 339 | 41,10     | 7,90       | 1700 | 14 | 15        | 1938    | F. Schichau, Danzig     |

| Mutterschiff | Fangboot | BRT | Länge (m) | Breite (m) | PSi  | Kn   | Besatzung | Baujahr | Bauwerft                |
| ------------ | -------- | --- | --------- | ---------- | ---- | ---- | --------- | ------- | ----------------------- |
| Walter Rau   | Rau I    | 354 | 40,50     | 8,00       | 1550 | 14   | 15        | 1937    | Seebeck, Wesermünde     |
|              | Rau II   | 354 | 40,50     | 8,00       | 1550 | 14   | 15        | 1937    | Seebeck, Wesermünde     |
|              | Rau III  | 354 | 40,50     | 8,00       | 1550 | 14   | 15        | 1937    | Seebeck, Wesermünde     |
|              | Rau IV   | 354 | 40,50     | 8,00       | 1550 | 14   | 15        | 1937    | Seebeck, Wesermünde     |
|              | Rau V    | 354 | 40,50     | 8,00       | 1550 | 14   | 15        | 1937    | Seebeck, Wesermünde     |
|              | Rau VI   | 354 | 40,50     | 8,00       | 1550 | 14   | 15        | 1937    | Seebeck, Wesermünde     |
|              | Rau VII  | 354 | 40,50     | 8,00       | 1550 | 14   | 15        | 1937    | Seebeck, Wesermünde     |
|              | Rau VIII | 354 | 40,50     | 8,00       | 1550 | 14   | 15        | 1937    | Seebeck, Wesermünde     |
|              | Rau IX   | 387 | 40,40     | 8,10       | 1550 | 14   | 15        | 1939    | Seebeck, Wesermünde     |
|              | Rau X    | 387 | 40,40     | 8,10       | 1550 | 14   | 15        | 1939    | Seebeck, Wesermünde     |
|              | Rau XI   | 273 | 35,90     | 7,60       | 850  | 12   | 15        | 1927    | Kaldnaes M.V., Tønsberg |
|              | Rau XII  | 262 | 35,40     | 7,30       | 700  | 11,5 | 15        | 1925    | Kaldnaes M.V., Tønsberg |

| Mutterschiff | Fangboot | BRT | Länge (m) | Breite (m) | PSi  | Kn   | Besatzung | Baujahr | Bauwerft                    | Bemerkung |
| ------------ | -------- | --- | --------- | ---------- | ---- | ---- | --------- | ------- | --------------------------- | --- |
| Südmeer      | Shera    | 253 | 35,40     | 7,40       | 850  | 12   | 15        | 1929    | Smith’s Dock, Middlesbrough | gechartert |
|              | Stefa    | 253 | 35,40     | 7,40       | 850  | 12   | 15        | 1929    | Smith’s Dock, Middlesbrough | gechartert |
|              | Süd I    | 220 | 33,30     | 6,60       | 700  | 11,5 | 15        | 1925    | Framnes M.V., Sandefjord    | 1948 von der Werft Holland NV abgerissen                                                                                      |
|              | Süd II   | 219 | 33,30     | 6,60       | 700  | 11,5 | 15        | 1925    | Framnes M.V., Sandefjord    | |
|              | Süd III  | 201 | 33,70     | 6,60       | 700  | 11,5 | 15        | 1924    | Akers M.V., Oslo            | Thor Junior (1924), Istre, Süd III (1937). V1708 - Vorpostenflottille 17 (1940–1945); HNLMS Paets van Troostwijk (1948); A893 |
|              | Süd IV   | 201 | 33,70     | 6,60       | 700  | 11,5 | 15        | 1924    | Akers M.V., Oslo            | |
|              | Süd V    | 220 | 33,30     | 6,60       | 700  | 11,5 | 15        | 1924    | Framnes M.V., Sandefjord    | 1948 von der Werft Holland NV abgerissen                                                                                      |
|              | Süd VI   | 381 | 40,40     | 8,10       | 1700 | 14   | 15        | 1939    | Seebeck, Wesermünde         | 1939, Wiking 9 |
|              | Süd VII  | 381 | 40,40     | 8,10       | 1700 | 14   | 15        | 1939    | Seebeck, Wesermünde         | 1939, Wiking 10 |

| Mutterschiff | Fangboot     | BRT | Länge (m) | Breite (m) | PSi  | Kn | Besatzung | Baujahr | Bauwerft                    | Bemerkung                                                               |
| ------------ | ------------ | --- | --------- | ---------- | ---- | -- | --------- | ------- | --------------------------- | ----------------------------------------------------------------------- |
| Wikinger     | Vestfold IV  | 273 | 35,80     | 7,40       | 850  | 12 | 15        | 1927    | Kaldnaes M.V., Tønsberg     | gechartert                                                              |
|              | Vikingen VI  | 299 | 38,90     | 7,60       | 1300 | 13 | 15        | 1935    | Smith’s Dock, Middlesbrough | gechartert                                                              |
|              | Vikingen VII | 355 | 40,10     | 8,00       | 1400 | 13 | 15        | 1936    | Smith’s Dock, Middlesbrough | gechartert                                                              |
|              | Wiking 1     | 250 | 35,40     | 7,40       | 850  | 12 | 15        | 1929    | Smith’s Dock, Middlesbrough |                                                                         |
|              | Wiking 2     | 250 | 35,40     | 7,40       | 850  | 12 | 15        | 1929    | Smith’s Dock, Middlesbrough |                                                                         |
|              | Wiking 3     | 250 | 35,40     | 7,40       | 850  | 12 | 15        | 1929    | Smith’s Dock, Middlesbroügh |                                                                         |
|              | Wiking 4     | 250 | 35,40     | 7,40       | 850  | 12 | 15        | 1929    | Smith’s Dock, Middlesbroügh |                                                                         |
|              | Wiking 5     | 250 | 35,40     | 7,40       | 850  | 12 | 15        | 1929    | Smith’s Dock, Middlesbroügh |                                                                         |
|              | Wiking 6     | 381 | 40,40     | 8,10       | 1700 | 14 | 15        | 1939    | Seebeck, Wesermünde         | erst V 1502, später als FL.J 24 zur 2. Flak-Jäger-Flottille             |
|              | Wiking 7     | 381 | 40,40     | 8,10       | 1700 | 14 | 15        | 1939    | Seebeck, Wesermünde         |                                                                         |
|              | Wiking 8     | 381 | 40,40     | 8,10       | 1700 | 14 | 15        | 1939    | Seebeck, Wesermünde         | erst V 1504, später als FL.J 21 zur 2. Flak-Jäger-Flottille             |
|              | Wiking 9     |     |           |            |      |    |           |         |                             | ex Süd VI, zur als FL.J 23 2. Flak-Jäger-Flottille                      |
|              | Wiking 10    |     |           |            |      |    |           |         |                             | ex Süd VII, erst V 1503, später als FL.J 22 zur 2. Flak-Jäger-Flottille |

| Mutterschiff | Fangboot | BRT | Länge (m) | Breite (m) | PSi  | Kn   | Besatzung | Baujahr | Bauwerft                | Bemerkung  |
| ------------ | -------- | --- | --------- | ---------- | ---- | ---- | --------- | ------- | ----------------------- | ---------- |
| C.A. Larsen  | Wal 1    | 226 | 33,90     | 7,00       | 700  | 11,5 | 13        | 1925    | Jarlsö Vaerft, Tønsberg |            |
|              | Hval II  | 224 | 33,90     | 7,00       | 700  | 11,5 | 13        | 1927    | Jarlsö Vaerft, Tønsberg | gechartert |
|              | Hval III | 246 | 35,10     | 7,10       | 700  | 11,5 | 13        | 1928    | Nylands Vaerksted, Oslo | gechartert |
|              | Hval IV  | 248 | 35,10     | 7,10       | 700  | 11,5 | 13        | 1929    | Nylands Vaerksted, Oslo | gechartert |
|              | Hval V   | 248 | 35,10     | 7,10       | 700  | 11,5 | 13        | 1929    | Nylands Vaerksted, Oslo | gechartert |
|              | Hval VI  | 248 | 35,10     | 7,20       | 700  | 11,5 | 13        | 1929    | Nylands Vaerksted, Oslo | gechartert |
|              | Hval VII | 249 | 35,40     | 7,20       | 700  | 11,5 | 13        | 1930    | Akers M.V., Oslo        | gechartert |
|              | Wal 8    | 348 | 40,40     | 8,00       | 1550 | 14   | 15        | 1938    | Seebeck, Wesermünde     |            |
|              | Wal 9    | 348 | 40,40     | 8,00       | 1550 | 14   | 15        | 1938    | Seebeck, Wesermünde     |            |

| Mutterschiff | Fangboot | BRT | Länge (m) | Breite (m) | PSi  | Kn   | Besatzung | Baujahr | Bauwerft                | Bemerkung  |
| ------------ | -------- | --- | --------- | ---------- | ---- | ---- | --------- | ------- | ----------------------- | ---------- |
| Skytteren    | Skudd 1  | 247 | 35,20     | 7,00       | 800  | 12   | 15        | 1929    | Kaldnaes M.V., Tønsberg | gechartert |
|              | Skudd 2  | 247 | 35,20     | 7,00       | 800  | 12   | 15        | 1929    | Kaldnaes M.V., Tønsberg | gechartert |
|              | Skudd 3  | 245 | 35,10     | 7,00       | 800  | 12   | 15        | 1929    | Nylands Vaerksted, Oslo | gechartert |
|              | Skudd 4  | 245 | 35,10     | 7,00       | 800  | 12   | 15        | 1929    | Nylands Vaerksted, Oslo | gechartert |
|              | Skudd 5  | 265 | 36,10     | 7,20       | 800  | 12   | 15        | 1930    | Nylands Vaerksted, Oslo | gechartert |
|              | Skudd 6  | 323 | 38,90     | 7,60       | 1250 | 13,5 | 15        | 1930    | Kaldnaes M.V., Tønsberg | gechartert |
|              | Wal 10   | 376 | 40,40     | 8,10       | 1700 | 14   | 15        | 1939    | Seebeck, Wesermünde     |            |
|              | Wal 11   | 376 | 40,40     | 8,10       | 1700 | 14   | 15        | 1939    | Seebeck, Wesermünde     |            |